# 長野県道360号古間停車場野尻線
長野県道360号古間停車場野尻線（ながのけんどう360ごう ふるまていしゃじょうのじりせん）は、長野県上水内郡信濃町を走る一般県道。

## 概要

### 路線データ
- 起点：上水内郡信濃町富濃（北しなの線古間駅）
- 終点：上水内郡信濃町野尻（野尻湖交差点＝国道18号交点）
- 延長：6.8km

## 交差・接続する道路
- 古間駅（上水内郡信濃町富濃＝起点）
  - 長野県道364号古間停車場線
- （上水内郡信濃町富濃付近）
  - 長野県道361号水穴古間停車場線
- （上水内郡信濃町野尻付近）
  - 長野県道504号信濃斑尾高原線
- 野尻湖交差点（上水内郡信濃町野尻＝終点）
  - 国道18号（野尻バイパス）

## 周辺
- 古間駅
- 野尻湖
  - 野尻湖ナウマンゾウ博物館